# Henriette của Pháp
Anne Henriette của Pháp (tiếng Pháp: Anne-Henriette de France; 14 tháng 8 năm 1727 – 10 tháng 2 năm 1752) là Vương nữ Pháp và là fille de France (con gái nước Pháp). Henriette là người con thứ hai của Louis XV của Pháp và Maria của Ba Lan, và là em sinh đôi của Louise Élisabeth.

## Đầu đời

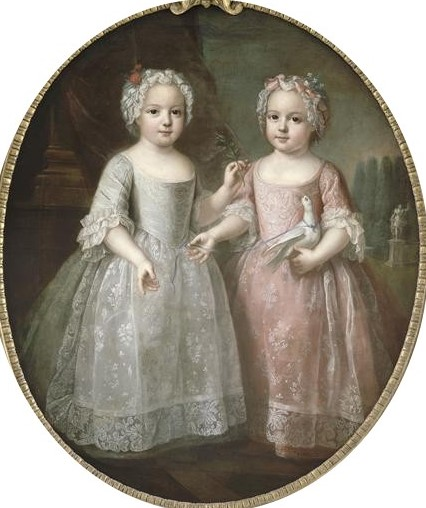
Louise Elisabeth và Henriette (phải), bởi Pierre Gobert, 1737

Anne Henriette và chị gái song sinh Louise Élisabeth chào đời tại Cung điện Versailles vào ngày 14 tháng 8 năm 1727, là con gái của Louis XV của Pháp và Maria Leszczyńska. Trong khi sự ra đời của cặp song sinh được coi là một sự thất vọng về mặt chính trị vì luật Salic tước quyền thừa kế ngai vàng của hai chị em, tuy nhiên Nhà vua đã rất vui mừng và bình luận rằng sau khi nghe nói rằng bản thân không thể làm cha, giờ đây ông đã là cha của hai đứa bé. Henriette được coi là cô con gái được yêu thích nhất của cặp vợ chồng nhà vua và được biết đến với tính cách ngọt ngào và dịu dàng.
Cùng với người chị sinh đôi, Henriette được rửa tội tại Versailles vào năm 1727. Vương nữ được đặt tên theo cụ cố là Henrietta của Anh, với Louis Henri, Công tước xứ Bourbon và Louise Anne de Bourbon là cha mẹ đỡ đầu. Là con gái hợp pháp của Nhà vua, Henriette là fille de France, và là người em trong cặp song sinh, Henriette được gọi là Madame Seconde. Khi trưởng thành, vuơng nữ được gọi là Madame Henriette, hoặc chỉ là Madame, là con gái lớn nhất của Nhà vua có mặt tại Versailles sau khi Élisabeth kết hôn.
Những người con lớn nhất của Louis XV, Élisabeth và Henriette, Marie-Louise, Adélaïde và em trai của họ là Trữ quân nước Pháp được nuôi dưỡng tại Versailles dưới sự giám sát của Phó mẫu của người con nước Pháp là Marie Isabelle de Rohan, Công tước phu nhân xứ Tallard, trong khi những người em là Victoire, Sophie, Thérèse và Louise được gửi đến nuôi dưỡng tại Tu viện Fontevraud vào tháng 6 năm 1738.
Năm 1739, Élisabeth rời Pháp để kết hôn với Infante Felipe, con trai út của Vua Felipe V của Tây Ban Nha. Henriette đã rất tuyệt vọng vì phải xa người chị song sinh của mình.

## Cuộc sống trưởng thành

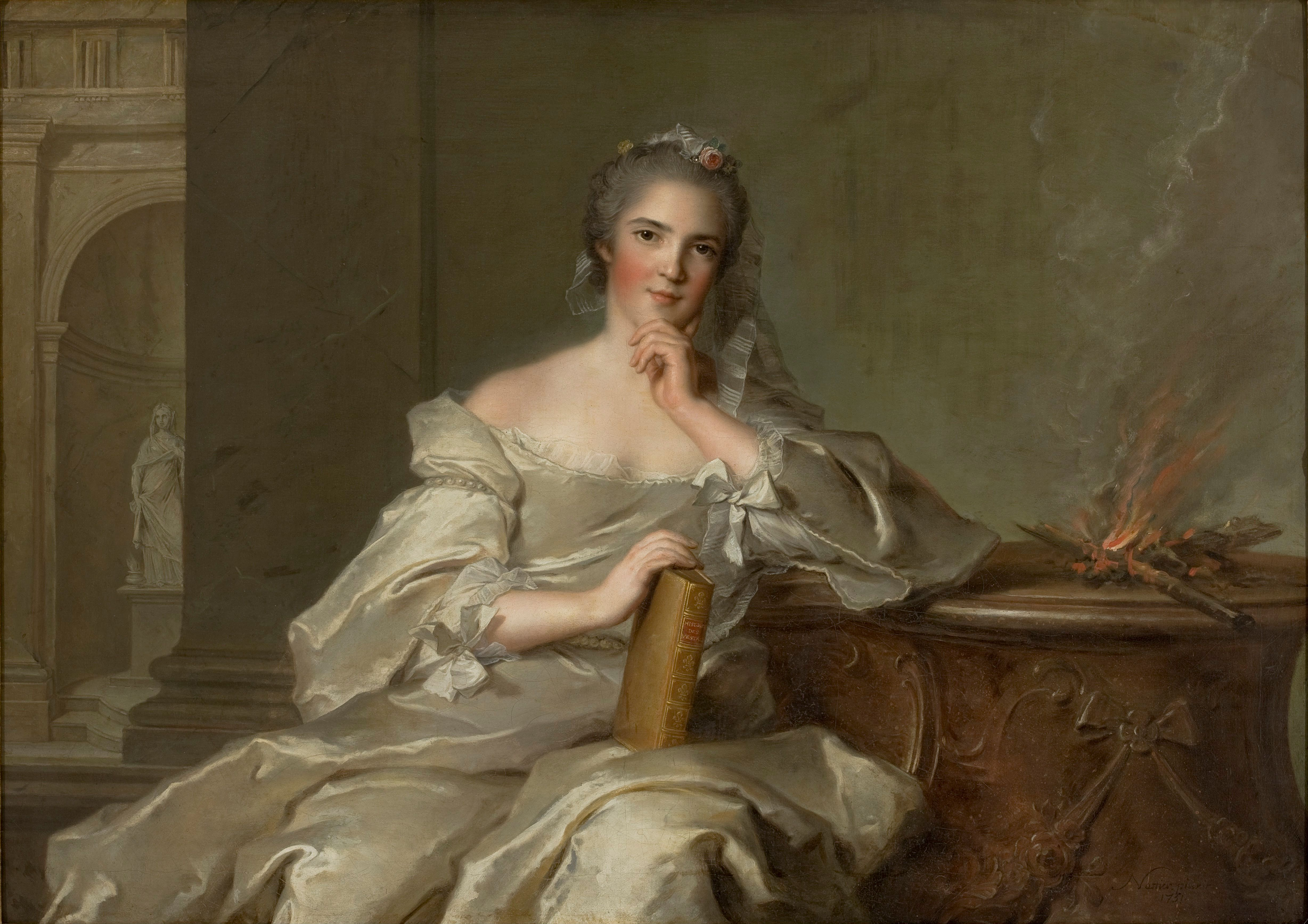
Madame Henriette là ngọn lửa, 1751

Những đứa trẻ của hoàng gia Pháp được phép tham gia vào đời sống cung đình cũng như tự tổ chức các lễ hội của riêng mình ngay từ khi còn nhỏ, và những người được giữ tại cung đình sẽ tham gia vào đời sống cung đình từ năm mười hai tuổi. Từ năm 1744 trở đi, Henriette và Adélaïde đi cùng cha đến Nhà hát Opera Paris, và từ năm 1746, họ đi săn cùng cha năm ngày một tuần. Năm 1744, Henriette và Adélaïde chính thức được chuyển từ nhà trẻ hoàng gia và Nhà vua lập nên đoàn hầu cận riêng của họ, đoàn hầu cận của Mesdames aînées ('Các Mesdames lớn') và bổ nhiệm hai nữ quan (dame pour accompaniner Mesdames); hai năm sau, hai chị em được trao dame d'honneur của riêng mình.
Henriette được coi là xinh đẹp hơn người chị song sinh Élisabeth. Vương nữ được mô tả là dịu dàng và u sầu, kín đáo nhưng vô cùng trung thành và có năng khiếu về âm nhạc. Henriette rõ ràng là đứa con được cha yêu thương nhất, và người ta nói rằng vương nữ không có kẻ thù nào ở triều đình. Công tước xứ Luynes đã nhiều lần bình luận trong hồi ký rằng mẹ của Henriette, Vương hậu Marie Leszczyńska, cũng rất gần gũi với vương nữ và thường xuyên an ủi con gái mỗi khi bị ốm và khi người chị Élisabeth phải lên đường trở lại Parma vào năm 1749.
Mặc cho vẻ đẹp của mình, Henriette chưa bao giờ được đàm phán hôn nhân nghiêm túc. Năm 1740, Louis François, Thân vương xứ Conti, đã đề xuất một cuộc hôn nhân giữa ông và Henriette với Louis XV khi đang ở một mình với Nhà vua trong một cuộc đi săn. Vị thân vương giải thích rằng ông tin rằng mình có thể làm cho Henriette hạnh phúc, và một cuộc hôn nhân như vậy có nghĩa là vương nữ sẽ không bao giờ phải rời xa cha mình và nước Pháp. Tuy nhiên, Nhà vua đã không phản ứng tích cực với lời đề nghị này.
Henriette được cho là đã yêu người họ hàng là Louis Philippe, người thừa kế của vương tộc Orléans, và muốn kết hôn với ông. Nhà vua ban đầu chấp thuận, nhưng đã đổi ý vì không muốn Nhà Orléans ở quá gần với ngai vàng. Kế hoạch đã bị dừng lại vào năm 1743 khi Công tước kết hôn với người khác.
Người chị song sinh Élisabeth được mô tả là người đầy tham vọng, không hài lòng khi là vợ của một vương tử không có được ngai vàng. Élisabeth được vẫn giữ liên lạc với triều đình Pháp, và đến năm 1740 đã thiết lập được một mạng lưới liên lạc ở đó để hỗ trợ trong tham vọng của mình. Henriette là một trong những người ủng hộ chị gái nhiệt thành nhất. Mặc dù được coi là người thờ ơ với chính trị, Henriette được cho là đã hết lòng cống hiến cho tham vọng chính trị của người chị, cũng giống như em gái Adélaïde và em dâu María Teresa Rafaela của Tây Ban Nha.
Henriette, cũng như những người chị em, đã bị tổn thương sâu sắc bởi những mối quan hệ ngoài luồng của Nhà vua, vì chúng khiến cha bỏ bê người mẹ yêu quý của họ. Sự bất mãn với việc ngoại tình của cha họ hướng đến những người tình của ông, đáng chú ý nhất là Madame de Mailly, người tình của Nhà vua trong thời thơ ấu, và sau đó là Madame de Pompadour khi họ trưởng thành, người từ năm 1745 trở đi là maîtresse-en-titre (tình nhân hoàng gia) có ảnh hưởng. Cùng với em trai là Dauphin Louis và em gái là Madame Adélaïde, Henriette gọi người tình quyền lực là Maman Putain ("Mẹ Điếm"). Khi Louise Élisabeth trở về từ Parma để thăm Versailles trong một năm vào năm 1748, Henriette và Madame de Pompadour đã trở thành bạn thân, dẫn đến sự xa lánh tạm thời giữa hai chị em.
Năm 1747, vương tử Louis buộc phải kết hôn với Maria Josepha của Ba Lan, ngay sau khi người vợ đầu tiên yêu dấu là María Teresa Rafaela qua đời khi sinh con. Louis ban đầu rất thù địch với người vợ mới, và còn hơn thế nữa khi người con duy nhất của ông với vương nữ Tây Ban Nha qua đời, nhưng cuối cùng Maria Josepha đã giành được tình cảm của Louis với sự giúp đỡ từ lời khuyên của Henriette.

## Qua đời
Henriette qua đời vì bệnh đậu mùa vào năm 1752 ở tuổi 24. Vào tháng Hai năm đó, Vuơng nữ cảm thấy không khỏe và mệt mỏi, nhưng khi Nhà vua yêu cầu Henriette đi cùng trên một chuyến xe trượt tuyết, vương nữ không hề tỏ ra khó chịu và vẫn chấp nhận lời mời. Henriette bị ảnh hưởng nặng nề bởi thời tiết lạnh giá và qua đời chỉ sau ba ngày lâm bệnh. Công tước xứ Luynes nhận xét rằng Vương hậu Maria Leszczyńska đã chăm sóc vương nữ trong suốt thời gian bị bệnh. Gia đình hoàng gia được mô tả là đang trong "trạng thái choáng váng vì căn bệnh đến quá nhanh", trong khi Vương hậu Maria Leszczyńska thì không thể an ủi được.
Louis XV đã phản ứng bằng sự tuyệt vọng "bạo lực" trước cái chết của Henriette và đã ra lệnh tổ chức tang lễ cho vương nữ với những nghi lễ cao nhất; để tăng thêm sự thương tiếc của công chúng, thi hài của Henriette đã được đặt tại Cung điện Tuileries thay vì Versailles trước lễ tang, vương nữ được mặc một trong những bộ váy đẹp nhất và trang điểm sao cho trông như còn sống. Nhưng sự đón nhận của công chúng trước buổi lễ tang lại trái với ý muốn của nhà vua, vì mọi người "uống rượu, cười đùa và giải trí", điều được coi là dấu hiệu cho thấy danh tiếng của chế độ quân chủ đang suy giảm, vì công chúng cho rằng cái chết của Henriette là dấu hiệu cho thấy thần linh không chấp thuận lối sống của nhà vua.
Trái tim của Henriette được chôn cất tại Tu viện Val-de-Grâce, trong khi hài cốt của Vương nữ được chôn cất tại Vương cung thánh đường Thánh Denis, cùng với chị gái Élisabeth. Tuy nhiên, giống như các ngôi mộ hoàng gia khác tại Saint-Denis, mộ của Henriette đã bị phá hủy trong cuộc Cách mạng Pháp.
Madame Campan sau đó đã viết: "Madame Henriette, twin sister of the Duchess of Parma, was much regretted, for she had considerable influence over the King’s mind, and it was remarked that if she had lived she would have been assiduous in finding him amusements in the bosom of his family, would have followed him in his short excursions, and would have done the honours of the 'petits soupers' which he was so fond of giving in his private apartments."
"Madame Henriette, em gái sinh đôi của Công tước phu nhân xứ Parma, rất đáng tiếc, vì vương nữ có ảnh hưởng đáng kể đến tâm trí của Nhà vua, và người ta nhận xét rằng nếu vương nữ còn sống, cô sẽ siêng năng tìm cho nhà vua những thú vui trong vòng tay gia đình, sẽ theo ngài trong những chuyến du ngoạn ngắn ngày và sẽ thực hiện những 'petits soupers' mà ngài rất thích phục vụ tại phòng riêng của mình."

## Tổ tiên
| \| \| \| \| \| \| \| \| \| \| \| 8. Louis của Pháp (≠ 4) \| \| \| \| \| \| \| \| \| \| \| \| \| \| \| \| \| \| \| \| \| \| \| \| \| \| \| \| \| \| \| \| \| \| \| \| \| \| \| \| \| \| \| \| \| \| \| \| \| \| \| 4. Louis của Pháp (≠ 8) \| \| \| \| \| \| \| \| \| \| \| \| \| \| \| \| \| \| \| \| \| \| \| \| \| \| \| \| \| \| \| \| \| \| \| \| \| \| \| \| \| \| \| \| \| \| \| \| \| \| \| \| \| \| \| \| \| \| \| \| 9. Maria Anna Victoria xứ Bayern \| \| \| \| \| \| \| \| \| \| \| \| \| \| \| \| \| \| \| \| \| \| \| \| \| \| \| \| \| \| \| \| \| \| \| \| \| \| \| \| \| \| \| \| \| \| \| \| \| \| \| \| \| \| \| \| \| \| \| \| 2. Louis XV của Pháp \| \| \| \| \| \| \| \| \| \| \| \| \| \| \| \| \| \| \| \| \| \| \| \| \| \| \| \| \| \| \| \| \| \| \| \| \| \| \| \| \| \| \| \| \| \| \| \| \| \| \| \| \| \| \| \| \| \| \| \| 10. Vittorio Amadeo II của Sardegna \| \| \| \| \| \| \| \| \| \| \| \| \| \| \| \| \| \| \| \| \| \| \| \| \| \| \| \| \| \| \| \| \| \| \| \| \| \| \| \| \| \| \| \| \| \| \| \| \| \| \| \| \| \| \| \| \| \| \| \| 5. Maria Adelaide của Savoia \| \| \| \| \| \| \| \| \| \| \| \| \| \| \| \| \| \| \| \| \| \| \| \| \| \| \| \| \| \| \| \| \| \| \| \| \| \| \| \| \| \| \| \| \| \| \| \| \| \| \| \| \| \| \| \| \| \| \| \| 11. Anne Marie của Orléans \| \| \| \| \| \| \| \| \| \| \| \| \| \| \| \| \| \| \| \| \| \| \| \| \| \| \| \| \| \| \| \| \| \| \| \| \| \| \| \| \| \| \| \| \| \| \| \| \| \| \| \| \| \| \| \| \| \| \| \| 1. Henriette của Pháp \| \| \| \| \| \| \| \| \| \| \| \| \| \| \| \| \| \| \| \| \| \| \| \| \| \| \| \| \| \| \| \| \| \| \| \| \| \| \| \| \| \| \| \| \| \| \| \| \| \| \| \| \| \| \| \| \| \| \| \| 12. Rafał Leszczyński \| \| \| \| \| \| \| \| \| \| \| \| \| \| \| \| \| \| \| \| \| \| \| \| \| \| \| \| \| \| \| \| \| \| \| \| \| \| \| \| \| \| \| \| \| \| \| \| \| \| \| \| \| \| \| \| \| \| \| \| 6. Stanisław I Leszczyński \| \| \| \| \| \| \| \| \| \| \| \| \| \| \| \| \| \| \| \| \| \| \| \| \| \| \| \| \| \| \| \| \| \| \| \| \| \| \| \| \| \| \| \| \| \| \| \| \| \| \| \| \| \| \| \| \| \| \| \| 13. Anna Jabłonowska \| \| \| \| \| \| \| \| \| \| \| \| \| \| \| \| \| \| \| \| \| \| \| \| \| \| \| \| \| \| \| \| \| \| \| \| \| \| \| \| \| \| \| \| \| \| \| \| \| \| \| \| \| \| \| \| \| \| \| \| 3. Maria Leszczyńska của Ba Lan \| \| \| \| \| \| \| \| \| \| \| \| \| \| \| \| \| \| \| \| \| \| \| \| \| \| \| \| \| \| \| \| \| \| \| \| \| \| \| \| \| \| \| \| \| \| \| \| \| \| \| \| \| \| \| \| \| \| \| \| 14. Jan Karol Opaliński \| \| \| \| \| \| \| \| \| \| \| \| \| \| \| \| \| \| \| \| \| \| \| \| \| \| \| \| \| \| \| \| \| \| \| \| \| \| \| \| \| \| \| \| \| \| \| \| \| \| \| \| \| \| \| \| \| \| \| \| 7. Katarzyna Opalińska \| \| \| \| \| \| \| \| \| \| \| \| \| \| \| \| \| \| \| \| \| \| \| \| \| \| \| \| \| \| \| \| \| \| \| \| \| \| \| \| \| \| \| \| \| \| \| \| \| \| \| \| \| \| \| \| \| \| \| \| 15. Zofia Czarnkowska \| \| \| \| \| \| \| \| \| \| \| \| \| \| \| \| \| \| \| \| \| \| \| \| \| \| \| \| \| \| \| \| \| \| \| \| \| \| \| \| \| \| \| |                                     |  |  |  |  |  |  |  |  |                         |  |  |  |
| |                                     |  |  |  |  |  |  |  |  | 8. Louis của Pháp (≠ 4) |  |  |  |
| |                                     |  |  |  |  |  |  |  |  |                         |  |  |  |
| |                                     |  |  |  |  |  |  |  |  |                         |  |  |  |
| |                                     |  |  |  |  |  |  |  |  |                         |  |  |  |
| | 4. Louis của Pháp (≠ 8)             |  |  |  |  |  |  |  |  |                         |  |  |  |
| |                                     |  |  |  |  |  |  |  |  |                         |  |  |  |
| |                                     |  |  |  |  |  |  |  |  |                         |  |  |  |
| |                                     |  |  |  |  |  |  |  |  |                         |  |  |  |
| | 9. Maria Anna Victoria xứ Bayern    |  |  |  |  |  |  |  |  |                         |  |  |  |
| |                                     |  |  |  |  |  |  |  |  |                         |  |  |  |
| |                                     |  |  |  |  |  |  |  |  |                         |  |  |  |
| |                                     |  |  |  |  |  |  |  |  |                         |  |  |  |
| | 2. Louis XV của Pháp                |  |  |  |  |  |  |  |  |                         |  |  |  |
| |                                     |  |  |  |  |  |  |  |  |                         |  |  |  |
| |                                     |  |  |  |  |  |  |  |  |                         |  |  |  |
| |                                     |  |  |  |  |  |  |  |  |                         |  |  |  |
| | 10. Vittorio Amadeo II của Sardegna |  |  |  |  |  |  |  |  |                         |  |  |  |
| |                                     |  |  |  |  |  |  |  |  |                         |  |  |  |
| |                                     |  |  |  |  |  |  |  |  |                         |  |  |  |
| |                                     |  |  |  |  |  |  |  |  |                         |  |  |  |
| | 5. Maria Adelaide của Savoia        |  |  |  |  |  |  |  |  |                         |  |  |  |
| |                                     |  |  |  |  |  |  |  |  |                         |  |  |  |
| |                                     |  |  |  |  |  |  |  |  |                         |  |  |  |
| |                                     |  |  |  |  |  |  |  |  |                         |  |  |  |
| | 11. Anne Marie của Orléans          |  |  |  |  |  |  |  |  |                         |  |  |  |
| |                                     |  |  |  |  |  |  |  |  |                         |  |  |  |
| |                                     |  |  |  |  |  |  |  |  |                         |  |  |  |
| |                                     |  |  |  |  |  |  |  |  |                         |  |  |  |
| | 1. Henriette của Pháp               |  |  |  |  |  |  |  |  |                         |  |  |  |
| |                                     |  |  |  |  |  |  |  |  |                         |  |  |  |
| |                                     |  |  |  |  |  |  |  |  |                         |  |  |  |
| |                                     |  |  |  |  |  |  |  |  |                         |  |  |  |
| | 12. Rafał Leszczyński               |  |  |  |  |  |  |  |  |                         |  |  |  |
| |                                     |  |  |  |  |  |  |  |  |                         |  |  |  |
| |                                     |  |  |  |  |  |  |  |  |                         |  |  |  |
| |                                     |  |  |  |  |  |  |  |  |                         |  |  |  |
| | 6. Stanisław I Leszczyński          |  |  |  |  |  |  |  |  |                         |  |  |  |
| |                                     |  |  |  |  |  |  |  |  |                         |  |  |  |
| |                                     |  |  |  |  |  |  |  |  |                         |  |  |  |
| |                                     |  |  |  |  |  |  |  |  |                         |  |  |  |
| | 13. Anna Jabłonowska                |  |  |  |  |  |  |  |  |                         |  |  |  |
| |                                     |  |  |  |  |  |  |  |  |                         |  |  |  |
| |                                     |  |  |  |  |  |  |  |  |                         |  |  |  |
| |                                     |  |  |  |  |  |  |  |  |                         |  |  |  |
| | 3. Maria Leszczyńska của Ba Lan     |  |  |  |  |  |  |  |  |                         |  |  |  |
| |                                     |  |  |  |  |  |  |  |  |                         |  |  |  |
| |                                     |  |  |  |  |  |  |  |  |                         |  |  |  |
| |                                     |  |  |  |  |  |  |  |  |                         |  |  |  |
| | 14. Jan Karol Opaliński             |  |  |  |  |  |  |  |  |                         |  |  |  |
| |                                     |  |  |  |  |  |  |  |  |                         |  |  |  |
| |                                     |  |  |  |  |  |  |  |  |                         |  |  |  |
| |                                     |  |  |  |  |  |  |  |  |                         |  |  |  |
| | 7. Katarzyna Opalińska              |  |  |  |  |  |  |  |  |                         |  |  |  |
| |                                     |  |  |  |  |  |  |  |  |                         |  |  |  |
| |                                     |  |  |  |  |  |  |  |  |                         |  |  |  |
| |                                     |  |  |  |  |  |  |  |  |                         |  |  |  |
| | 15. Zofia Czarnkowska               |  |  |  |  |  |  |  |  |                         |  |  |  |
| |                                     |  |  |  |  |  |  |  |  |                         |  |  |  |
| |                                     |  |  |  |  |  |  |  |  |                         |  |  |  |